# Alcubilla de las Peñas
Alcubilla de las Peñas je obec ve španělské provincii Soria v autonomním společenství Kastilie a León. V roce 2004 zde žilo 82 obyvatel. Leží v časovém pásmu UTC+01:00. Rozloha obce činí 59 km2 a hustota zalidnění je tak 0,72 obyvatel km2. Leží v nadmořské výšce 1 124 m n. m. V letech 2019 až 2023 byl starostou obce Juan Luis Antón Antón.